# Pollenia maculata
Pollenia maculata är en tvåvingeart som först beskrevs av Villeneuve 1933.  Pollenia maculata ingår i släktet vindsflugor, och familjen spyflugor. Inga underarter finns listade i Catalogue of Life.